# Karlsvognen
Karlsvognen er en asterisme, som indgår i stjernebilledet Store Bjørn. Den består af Store Bjørns syv klareste stjerner. Navnet "karl-" betyder mand, modsat kvindevognen, som er det gamle navn for Lille Bjørn.
I Frankrig hedder Karlsvognen La Casserole (kasserollen), i England i middelalderen The Plough (ploven), i Rom Septem Triones (de syv oksespand) og i USA The Big Dipper (den store øse).
Set fra Danmark kommer Karlsvognen aldrig under horisonten da den er cirkumpolar.
De syv stjerner i Karlsvognen er:
- Dubhe ((arabisk): bjørn) – Alfa (α) Ursae Majoris
- Mirak[1] ((arabisk): lænder) – Beta (β) Ursae Majoris
- Phecda ((arabisk): lår) – Gamma (γ) Ursae Majoris
- Megrez ((arabisk): halerod) – Delta (δ) Ursae Majoris
- Alioth ((arabisk): ged) – Epsilon (ε) Ursae Majoris
- Mizar ((arabisk): lændeklæde) – Zeta (ζ) Ursae Majoris
  - Alcor ((arabisk): ydmyg) – 80 Ursae Majoris – visuel dobbeltstjerne til Mizar, anvendt til synstest.
- Alkaid ((arabisk): bjørnens datter) – Eta (η) Ursae Majoris

## Karlsvognen som pegepind
Karlsvognens stjerner er i sig selv lette at finde på himlen, og de kan derfor også bruges til at lokalisere andre stjerner.
- Nordstjernen eller Polaris i stjernebilledet Lille Bjørn findes ved at forlænge en ret linje fra Mirak (β) til Dubhe fem gange.
- Hvis man forlænger en linje fra Megrez (δ) til Phecda (γ) kommer man til Regulus i stjernebilledet Løven.
- Ved at forlænge en linje fra Megrez (δ) til Dubhe vil man få retningen mod Capella i stjernebilledet Kusken.
- Castor og Pollux i stjernebilledet Tvillingerne kan findes ved at krydse fra Megrez (δ) til Mirak (β) og fortsætte i den retning.
- Følges kurven i "vognstangen" fra Alioth via Mizar (ζ) til Alkaid kommer man til Arcturus og Spica i stjernebillederne Boötes og Jomfruen.

## Reference
1. ↑  Teuber (1990)

- Wikimedia Commons har flere filer relateret til Karlsvognen

| Astronomi | Spire Denne artikel om astronomi er en spire som bør udbygges. Du er velkommen til at hjælpe Wikipedia ved at udvide den. |